# Les Serres (Llorac)
Les Serres és una serra situada entre els municipis de Llorac i Savallà del Comtat, a la comarca de la Conca de Barberà, amb una elevació màxima de 843 metres.